# Chilomeniscus
Chilomeniscus är ett släkte av ormar. Chilomeniscus ingår i familjen snokar.
Arterna är med en längd mindre än 75 cm små. De har avplattade huvuden och släta fjäll.
Chilomeniscus stramineus förekommer med flera från varandra skilda populationer i nordvästra Mexiko och sydvästra USA, inklusive på halvön Baja California och på några mindre öar i regionen. Chilomeniscus savagei hittas bara på Isla Jacques Cousteau.
Arterna lever i öknar och i andra områden med glest fördelad växtlighet. Individerna jagar ryggradslösa djur. Honor lägger ägg.
Arter enligt Catalogue of Life och The Reptile Database:
- Chilomeniscus savagei
- Chilomeniscus stramineus